# Религиоведение
Религиове́дение или религиеве́дение (слово состоит из религия и ве́дение) — академическая область научных исследований, посвященная исследованию религиозных убеждений, поведения и институтов. Она описывает, сравнивает, интерпретирует и объясняет религию, уделяя особое внимание систематическим, исторически обоснованным и межкультурным перспективам. В предмет изучения религиоведения входят закономерности возникновения, развития и функционирования религии, а также её строения и различные компоненты, ее многообразные феномены.
Религиоведение следует отличать от богословия (теологии) и философии религии.

## Предмет религиоведения
Предметом религиоведения являются все существовавшие в прошлом и существующие ныне религии.
В отличие от теологии, которая пытается понять трансцендентные или сверхъестественные силы (такие как божества), религиоведение пытается изучать религиозное поведение и убеждения вне какой-либо конкретной религиозной точки зрения. Религиоведение опирается на множество дисциплин и их методы, включая антропологию, социологию, психологию, философию и историю религии. Религиоведение как относительно самостоятельная область знания формировалось начиная с XIX века, хотя соответствующие знания накапливались в течение веков. Оно находилось на стыке общей и социальной философии, истории философии, социологии, антропологии, психологии, всеобщей истории, этнологии, археологии и других наук. Религиоведение изучает закономерности возникновения, развития и функционирования религий, их строение и различные компоненты, многообразные феномены в истории общества, взаимосвязь и взаимодействие религии и других областей культуры.
Религиоведение исследует все религии в равной мере — мировые религии, этнические религии, современные религиозные движения, — рассматривая их как часть человеческой культуры. Также возможно изучение религии не как конкретной изучаемой реальности, а как абстрактного конструкта; так, например, формулируется на кафедре религиоведения факультета истории, искусствоведения и востоковедения Лейпцигского университета: «Предмет религиоведения суть систематическое исследование религии как части человеческой культуры и историческое исследование религий в прошлом и настоящем».
Объектом религиоведения является религия, однако по поводу предмета существуют разные точки зрения. Проблема, прежде всего, заключается в том, что религию изучают также история, философия, социология, психология, культурология, этнография (антропология в западном смысле слова), экология, география и другие науки. Религиоведение отличается от них тем, что исследует религию в соответствии с наработанными в своей истории методами, подходами и установками.

## История религиоведения
Интерес к общему изучению религии восходит по крайней мере к Гекатею Милетскому (ок. 550 г. до н. э. — ок. 476 г. до н. э.) и Геродоту (ок. 484 г. до н. э. — 425 г. до н. э.). Позднее, в средние века, такие исламские учёные, как Ибн Хазм (ум. 1064 г. н. э.), изучали, в частности, персидские, еврейские, христианские и индийские религии. Первой историей религии можно назвать «Трактат о религиозных и философских сектах» (1127 г. н. э.), написанный исламским ученым Мухаммадом аль-Шахрастани. Также необходимо отметить преп. Петра Ломбардского, исследовавшего в 12-м веке ислам и трудившимся над латинским переводом Корана.
Несмотря на давний интерес к изучению религии, академическая дисциплина «религиоведение» является относительно новой.
Многие из ключевых учёных, которые помогли основать религиоведение, считали себя не религиоведами, а теологами, философами, антропологами, социологами, психологами и историками.
Одним из первых академических учреждений, где религиоведение было представлено как отдельный предмет, был Университетский колледж Ибадана, ныне Ибаданский университет, в котором был назначен лектором по религиоведению в 1949 году Джеффри Парриндер.
В 1960-х и 1970-х годах термин «религиоведение» стал обычным явлением, и интерес к этой области возрос. Были созданы новые отделы и инициированы научные журналы по религиоведению. Ниниан Смарт писал, что "в англоязычном мире [религиоведение] в основном датируется 1960-х годов, хотя до этого там были такие области исследований, как «сравнительное изучение религии», «история религии», «социология религии» и т. д.
Философия религии использует философские инструменты для оценки религиозных утверждений и доктрин. Общие вопросы, рассматриваемые (западной) философией религии, — это существование Бога, вера и рациональность, космология и логические выводы о логической последовательности из священных текстов. Хотя философия уже давно используется для оценки религиозных утверждений (например, споры Августина и Пелагиуса о первородном грехе), именно подъем схоластики в 11-м веке более полно интегрировал западную философскую традицию (с введением переводов Аристотеля) в религиоведение.

## Религиоведение в России и в СССР
Религиовед К. М. Антонов, ссылаясь на П. Н. Костылева, отмечает, что первым слово религиоведение употребил Л. Н. Толстой, когда в разговоре «с кем-то из посетителей Лев Николаевич сказал, что сейчас занимается религиоведением, это самая нужная наука, а у нас её до сих пор нет».
Во втором издании «Краткого научно-атеистического словаря» (1969 года), главный редактор д. ф. н. И. П. Цамерян, помещена статья Д. М. Угриновича «Религиове́дение буржуа́зное», в которой дано определение: «РЕЛИГИОВЕ́ДЕНИЕ буржуа́зное — совокупность отдельных дисциплин, существующих в рамках буржуазного обществознания и занимающихся изучением религии. Религиоведение буржуазное в собственном смысле слова отличается от богословия тем, что оно официально отмежевывается от вероучений различных церквей и претендует на научный подход к религии. Оставаясь, однако, в целом в плену идеалистического, а иногда и теистического мировоззрения, религиоведение буржуазное не в состоянии дать научного объяснения религии», после этой статьи в «Кратком научно-атеистическом словаре» изложено следующее: «Термин „религиоведение“ применяется также в некоторых марксистских работах для обозначения всего в целом комплекса научных исследований, посвященных философской критике религии, происхождению и истории религии, религиозной психологии, распространению, преодолению и характеру религиозности людей среди различных слоев населения и т. п. Но в советской литературе этот термин не получил широкого признания и хождения».
Религиовед Е. И. Аринин отмечает, что термин «религиоведение» «практически был забыт до 60-х годов XX века», причиной чему послужило «то, что все исследования, так или иначе связанные с „ведением религией“, маркировались как сфера ответственности „научного атеизма“, тогда как „религиоведение“ было связано с враждебным „буржуазным“ контекстом» и обращает внимание на то, что «термина „религиоведение“ нет в „Карманном словаре атеиста“ (1973) и Большой советской энциклопедии (1975, т. 21), он появляется только в „Атеистическом словаре“ (1983)».
Кафедры религиоведения в российских вузах, в основном, образовались после переименования кафедр научного атеизма в 1990-х годах.

## Религиоведение в мире
Во многих зарубежных университетах (к примеру, в Гарвардском университете с 2014 года) есть тенденция к переименованию бывшего направления «теология» в «религиоведение» (точнее, в изучение религии — religious studies). В международных классификаторах научных дисциплин теология вообще отсутствует как область научных исследований, вместо неё предметы исследований, в неё входящие, включаются именно в religious studies.

## Разделы религиоведения
Религиоведение разделяется на ряд взаимодополняющих научных дисциплин:
- История религии
- Социология религии
- Антропология религии
- Психология религии
- Феноменология религии
- Философия религии
- Семиотика религии

## Журналы, энциклопедии, словари
- Научно-теоретический журнал «Религиоведение». Журнал входит в перечень ведущих периодических изданий ВАК
- «Религиоведческие исследования». Научный журнал
- Всемирная энциклопедия. Христианство / В. В. Адамчик (гл. ред.) и др. — Минск: Современный литератор, 2004. — 832 с. — ISBN 985-14-0674-0
- Энциклопедия религий. — М.: Академический проект, 2008. — 1520 с. — ISBN 978-5-8291-1084-0
- Религии народов современной России: Словарь — М.: Республика, 2002. — 624 с. — ISBN 5-250-01818-1
- Религиоведение: Энциклопедический словарь / Под ред. А. П. Забияко, А. Н. Красникова, Е. С. Элбакян. — М.: Академический проект, 2006. — 1254 с. — ISBN 5-8291-0756-2
- Религиоведение: Словарь — М.: Академический проект, 2007. — 637 с. — ISBN 978-5-8291-0853-3

### Религиоведение как академическая дисциплина
- Schemes of work for QCA KS3 syllabus, GCSE and A level in the United Kingdom

## Религиоведческие общества
- «Учебно-научный Центр изучения религий РГГУ»
- «Московское религиоведческое общество»
- «Нижегородское религиоведческое общество» (Нижний Новгород)
- «Ассоциация исследователей эзотеризма и мистицизма»
- The Institute for the Biocultural Study of Religion (IBCSR)
- The Religious Research Association
- The Society for the Scientific Study of Religion (SSSR)
- The Institute for the Study of American Religion Архивная копия от 3 февраля 2020 на Wayback Machine
- The International Society for the Sociology of Religion
- Студенческое Научное Общество факультета Философии, Богословия и Религиоведения при Русской христианской гуманитарной академии (СНО ФБР РХГА)

### Академические общества
- Australian Association for the Study of Religions (AASR).
- Australasian Philosophy of Religion Association (APRA)  (недоступная ссылка).
- American Academy of Religion (AAR) Архивная копия от 21 марта 2020 на Wayback Machine.
- Council of Societies for the Study of Religion.
- European Association for the Study of Religions (EASR).
- International Association for the Cognitive Science of Religion (IACSR).
- International Association for the History of Religions (IAHR).
- New Zealand Association for the Study of Religions (NZASR).
- North American Association for the Study of Religion (NAASR).
- Society for the Scientific Study of Religion (SSSR).